# Ботанічний сад Інсбруцького університету
Ботанічний сад Інсбруцького університету (нім. Botanischer Garten der Universität Innsbruck) — ботанічний сад у місті Інсбрук (Австрія). Ботанічний сад є членом Міжнародної ради ботанічних садів (BGCI), міжнародний ідентифікаційний код ботанічного саду IB.
Ботанічний сад був заснований в 1793 році і знаходиться на своєму нинішньому місці в районі Хьоттінг з 1913 року. Тут росте понад 7000 видів рослин на площі 2 га. Є навчально-дослідним центром Інституту ботаніки при Інсбруцьком університеті. Відкритий для широкого загалу.

## Історія
З 1775 року Бурхард Шіверек, професор ботаніки і хімії медичного факультету, намагався створити ботанічний сад, але це йому не вдалося, тому що 1782 року імператор Йосиф II закрив університет, а Шіверек був переведений в Лемберг. 1792 року, через рік після відновлення університету, Йоганн Непомук фон Лайчартінг був призначений професором природознавства. Разом з придворним фармацевтом Францем Ксавером Шьопфером він знову висунув пропозицію щодо створення ботанічного саду. Питання було вирішене позитивно і 1793 року сад був заснований на місці колишнього єзуїтського коледжу.
У період з 1809 по 1826 рік університет був знову закритий і ботанічний сад занепав. Новий підйом почався лише  1860 року, коли сад очолив Антон Кернер. У той час була побудована перша оранжерея, де розміщувалися численні тропічні рослини, а перший у світі альпінарій (більш ніж 800 видів рослин) став зразком для інших ботанічних садів.
Оскільки ботанічний сад у центрі міста не мав перспектив розширення, у 1909 та 1910 роках він був переміщений на його нинішнє місце перебування. Роботи з облаштування саду були переважно завершені 1911 року, а новий сад був відкритий у жовтні 1913 року.

## Колекції
У ботанічному саду росте близько 8000 таксонів рослин.
Відділи ботанічного саду:
- Альпінарій площею більш ніж 2000 м², який розділений географічно і геологічно, містить понад 1000 рослин з усіх нетропічних альпійських регіонів світу. Включає в себе область папороті, болото і чотири ставки.
- Дендрарій з деревними рослинами, включаючи голонасінні, покритонасінні і багаторічники.
- Оранжерея кактусів площею 330 м² з близько 500 видами кактусів.
- Середземноморська оранжерея кактусів та сукулентів площею 280 м², переважно тут ростуть рослини Середземномор'я, Канарських островів, прохолодних регіонів Австралії і Нової Зеландії, а також сукулентних рослин з Африки і кактусів з Америки.
- Оранжерея папороті площею 70 м² з епіфітними видами, кучерявою і водяною папороттю.
- Сад ароматів і дотиків, побудований в 1999 році, перший в Австрії.
- Сад лікарських рослин, отруйних рослин і спецій, у якому більш ніж 300 рослин, впорядкованих за активними інгредієнтами (алкалоїди, гліколева кислота, дубильні речовини, ефірні олії, вітаміни і т. п.).
- Оранжерея орхідей.
- Систематичний сад площею 1000 м², відновлений 1993 року.
- Тропічна оранжерея площею 287 м², висотою понад 12 метрів, містить декоративні тропічні рослини, які мають сільськогосподарське і промислове значення.

## Галерея

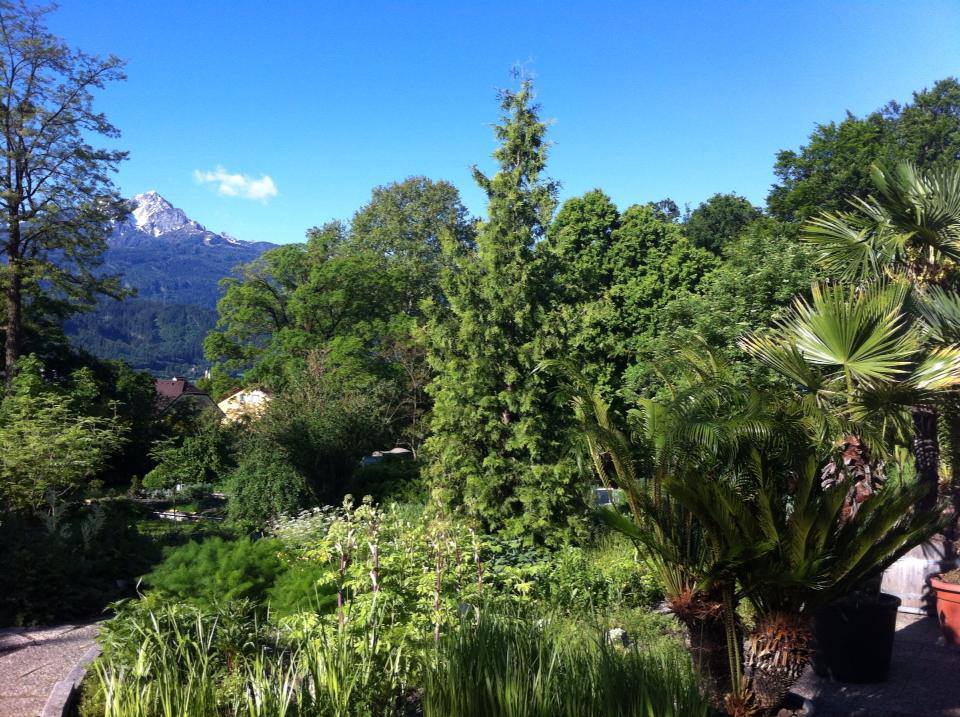
У ботанічному саду
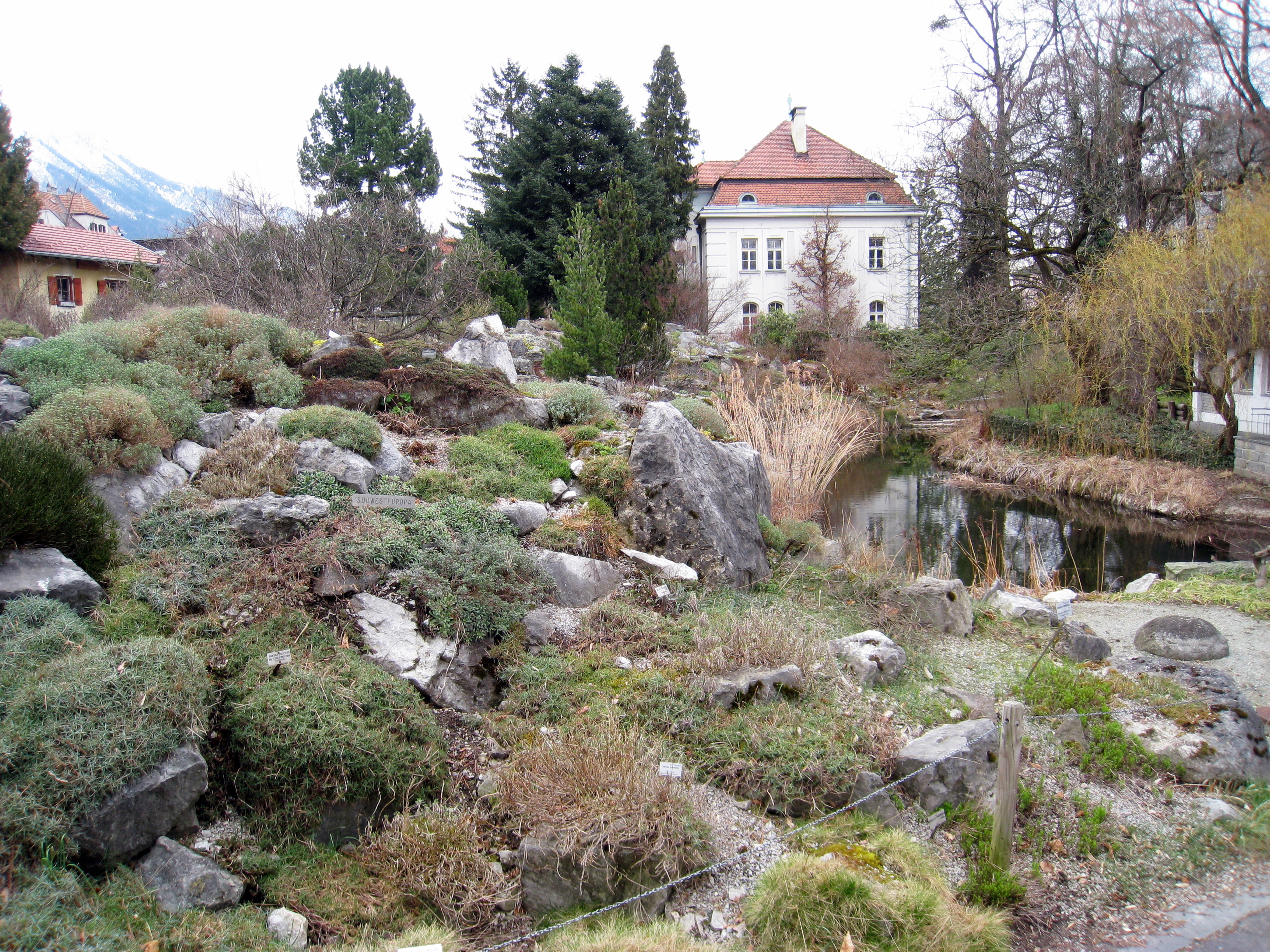
Альпінарій
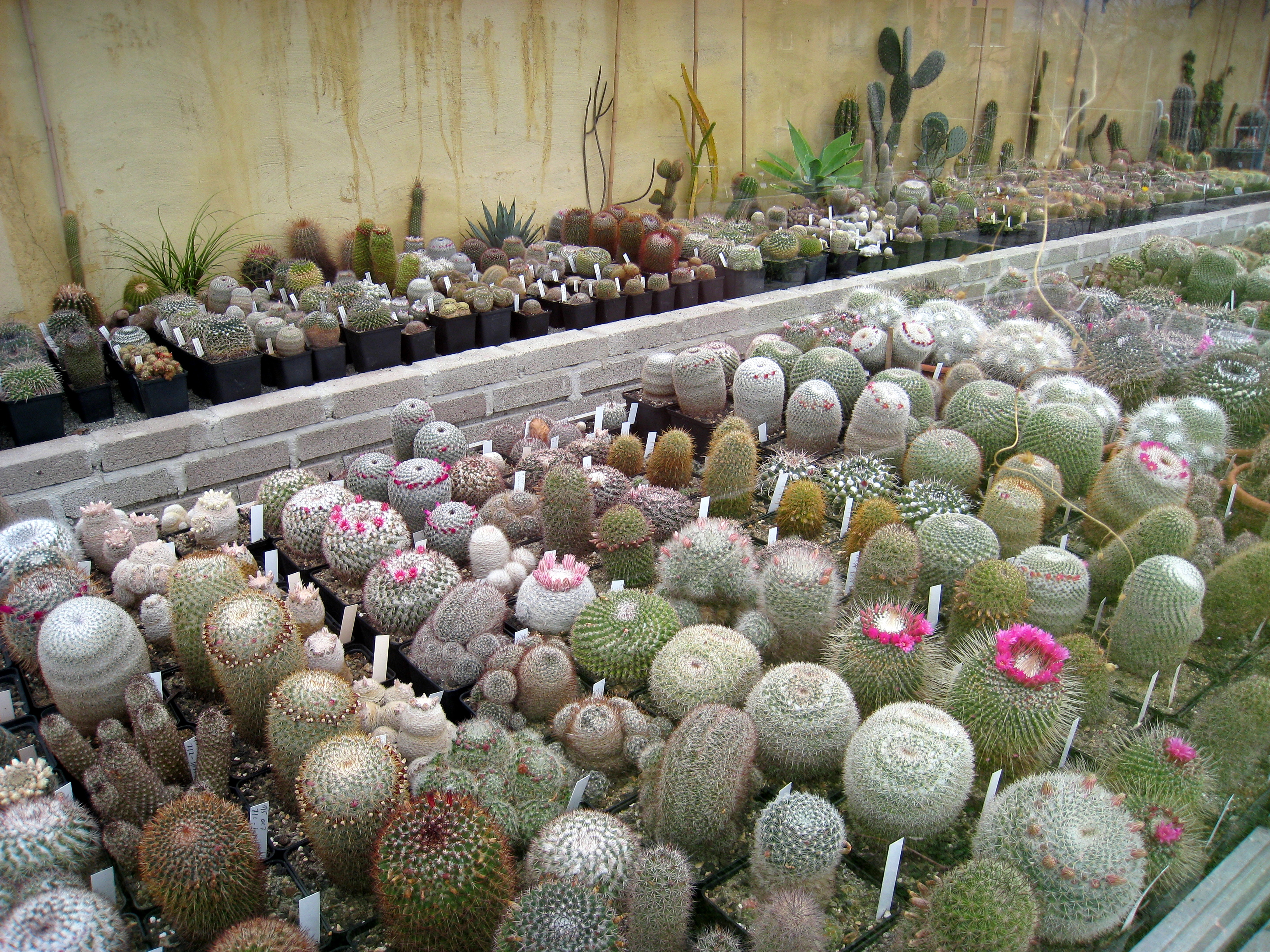
Оражерея кактусів
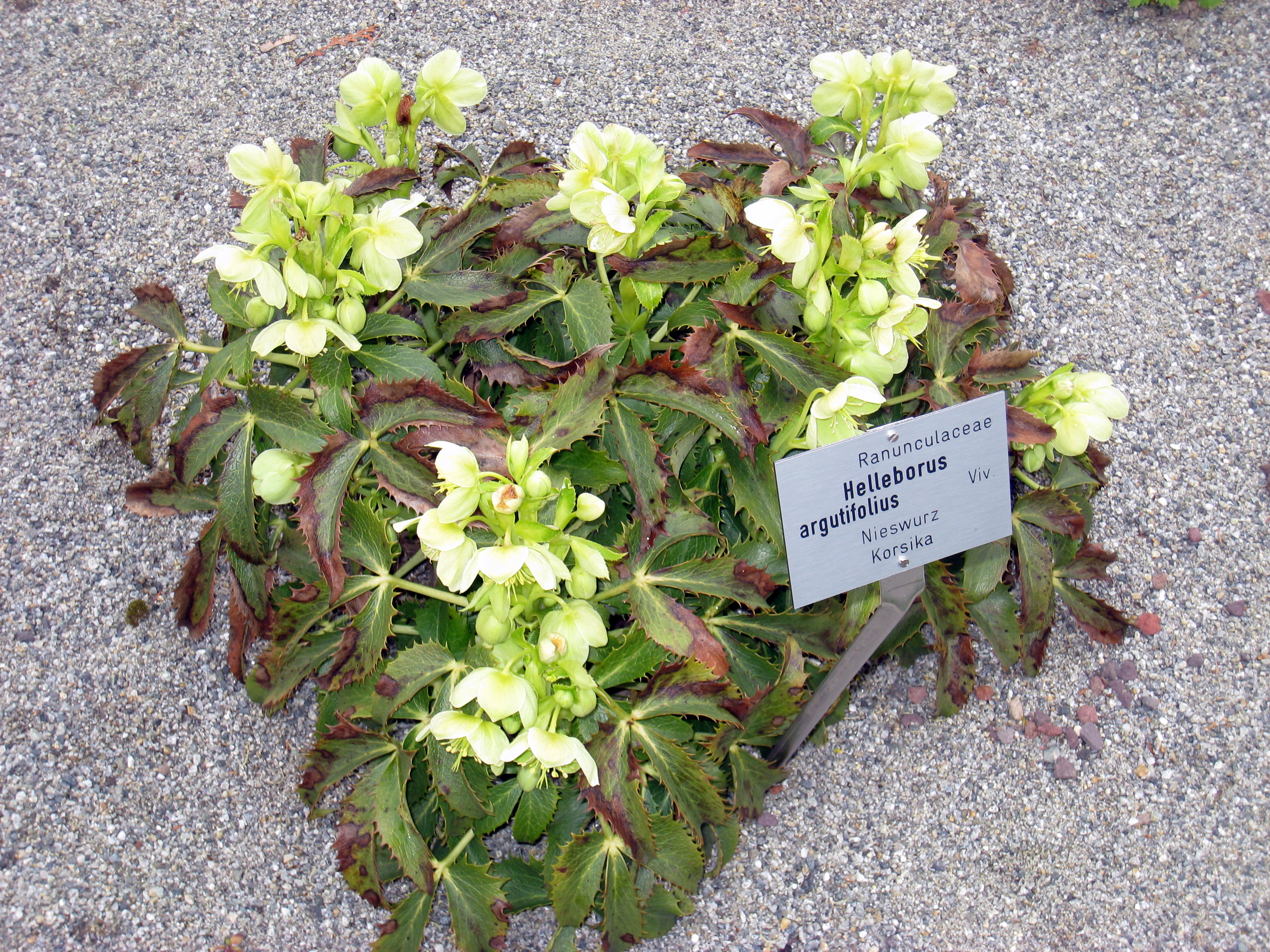
Helleborus argutifolius
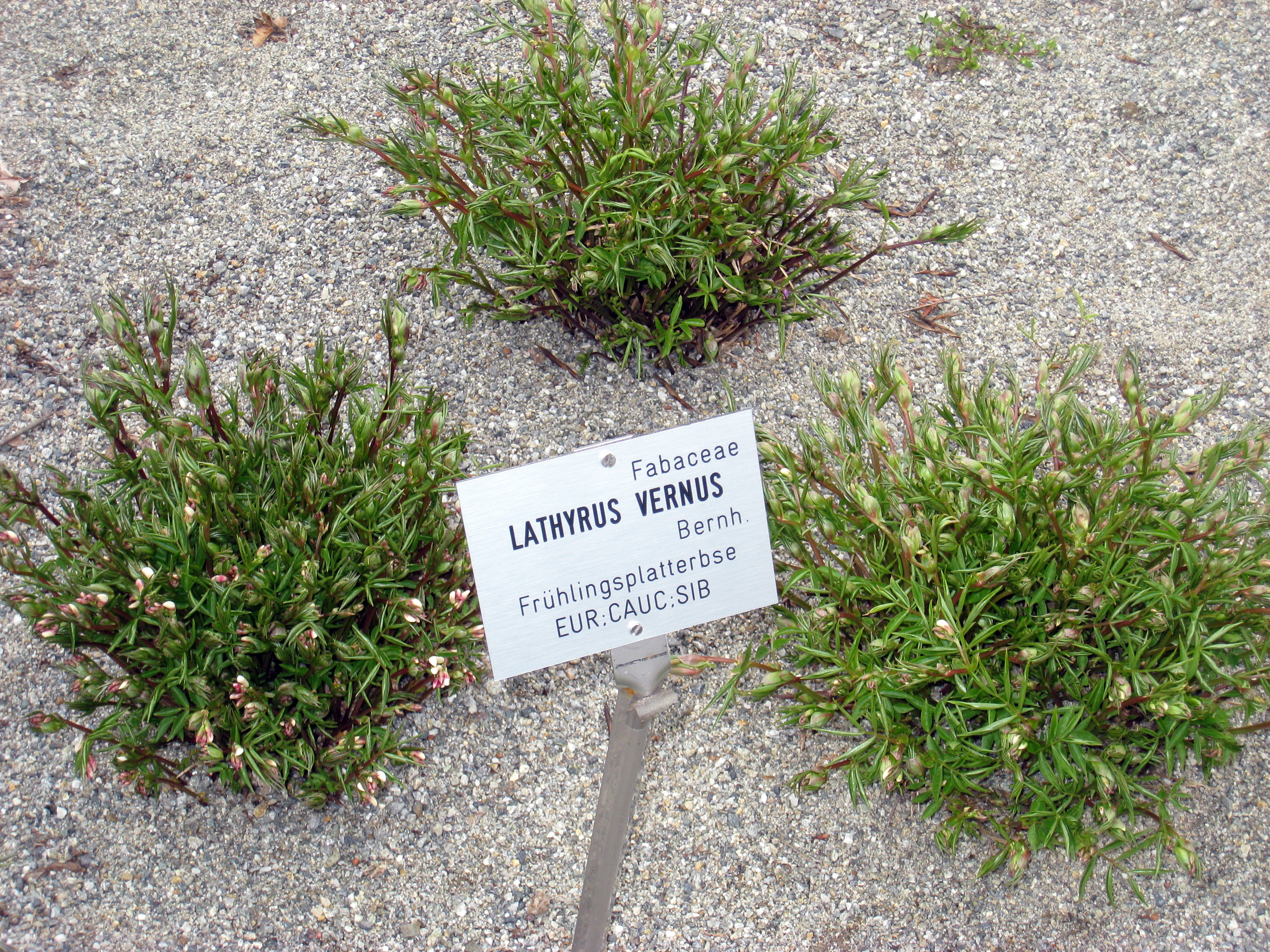
Чина весняна